# Toei Company
Toei Company, Ltd.  (東映株式会社; Tōei Kabushiki-gaisha) is een Japanse filmstudio, opgericht in 1949. De naam "Toei" is afgeleid van Tōkyō Eiga Haikyū ("Tokio Film Distributie"), de vroegere bedrijfsnaam.
Het bedrijf heeft zijn hoofdzetel in Tokio en produceert animaties, live-action drama's met speciale visuele effecten en historische drama's (Jidaigeki). De studio heeft een belang in diverse tv-bedrijven en is in het bezit van vierendertig Japanse bioscopen die tevens door Toei Company worden geëxploiteerd. Voorts heeft Toei Company vijf dochterbedrijven, waaronder Toei Animation en bezit het bedrijf twee filmstudio's, in Tokio en in Kioto.